# شاي هولتزمان
شاي هولتزمان (بالعبرية: שי הולצמן‏) هو لاعب كرة قدم إسرائيلي، ولد في 1974 في نتانيا في إسرائيل. شارك مع منتخب إسرائيل تحت 17 سنة لكرة القدم ‏ ومنتخب إسرائيل تحت 21 سنة لكرة القدم ومنتخب إسرائيل لكرة القدم. أما مع النوادي، فقد لعب مع أوستريا فيينا وبيتار القدس وستاد رين ومكابي حيفا ومكابي نتانيا ونادي هبوعيل بئر السبع وهبوعيل حيفا.

## وصلات خارجية
- شاي هولتزمان على موقع الاتحاد الأوربي (الإنجليزية)
- شاي هولتزمان على موقع قاعدة بيانات كرة القدم.إي يو (الإنجليزية)
- شاي هولتزمان على موقع ناشيونال فوتبول تيمز (الإنجليزية)